# ワイアット・マシセン
ワイアット・レーン・マシセン（Wyatt Lane Mathisen, 1993年12月30日 - ）は、アメリカ合衆国テキサス州コーパスクリスティ出身のプロ野球選手（三塁手）。右投右打。現在は、フリーエージェント（FA）。

## 経歴

### プロ入りとパイレーツ傘下時代
2012年のMLBドラフト2巡目（全体69位）でピッツバーグ・パイレーツから指名され、プロ入り。当時のポジションは捕手だった。契約後、傘下のルーキー級ガルフ・コーストリーグ・パイレーツでプロデビュー。45試合に出場して打率.295、1本塁打、15打点、10盗塁を記録した。
2013年はルーキー級ガルフ・コーストリーグ・パイレーツ、A-級ジェームズタウン・ジャマーズ、A級ウェストバージニア・パワーでプレーし、3球団合計で48試合に出場して打率.228、15打点、2盗塁を記録した。
2014年より三塁手に転向した。この年はA級ウェストバージニアでプレーし、103試合に出場して打率.280、3本塁打、42打点、6盗塁を記録した。
2015年はA+級ブレイデントン・マローダーズでプレーし、118試合に出場して打率.263、4本塁打、34打点を記録した。
2016年もA+級ブレイデントンでプレーし、36試合に出場して打率.296、1本塁打、18打点を記録した。
2017年はAA級アルトゥーナ・カーブでプレーし、114試合に出場して打率.272、5本塁打、31打点、3盗塁を記録した。
2018年はAA級アルトゥーナとAAA級インディアナポリス・インディアンスでプレーし、2球団合計で90試合に出場して打率.261、10本塁打、48打点、3盗塁を記録した。オフの11月2日にFAとなった。

### ダイヤモンドバックス時代
2018年11月12日にアリゾナ・ダイヤモンドバックスとマイナー契約を結び、2019年のスプリングトレーニングに招待選手として参加することになった。
2019年は傘下のルーキー級アリゾナリーグ・ダイヤモンドバックスとAAA級リノ・エーシズでプレーし、2球団合計で95試合に出場して打率.288、23本塁打、64打点、2盗塁を記録した。オフの11月20日にルール・ファイブ・ドラフトでの流出を防ぐために40人枠入りした。
2020年9月6日にメジャー初昇格を果たし、翌7日のサンフランシスコ・ジャイアンツ戦にて「5番・三塁手」で先発出場してメジャーデビュー（この試合では4打数無安打）。この年はメジャーで9試合に出場して打率.222、2本塁打、5打点を記録した。
2021年は開幕から23試合に出場したが打率.119にとどまり、5月12日にDFAとなった。

### レイズ傘下時代
2021年5月16日に金銭とのトレードで、タンパベイ・レイズへ移籍した。移籍後は傘下のAAA級ダーラム・ブルズへ送られた。6月22日にワンダー・フランコのメジャー昇格に伴い、DFAとなった。

### マリナーズ傘下時代
2021年6月24日に金銭とのトレードで、シアトル・マリナーズへ移籍した。移籍後は傘下のAAA級タコマ・レイニアーズへ送られた。7月16日にライアン・ウェバーの加入に伴ってDFAとなり、21日にマイナー契約となった（そのままAAA級タコマに所属。）。8月27日に自由契約となった。

### ジャイアンツ傘下時代
2021年8月29日にジャイアンツとマイナー契約を結び、傘下のAAA級サクラメント・リバーキャッツへ配属された。
2022年はAAA級サクラメントで38試合に出場して打率.170、5本塁打に終わり、8月5日に自由契約となった。

### 独立リーグ時代
2022年8月10日にアメリカン・アソシエーションのクリバーン・レイルローダーズと契約したが、9月17日に退団した。

## 詳細情報

### 年度別打撃成績
| 年 度    | 球 団    | 試 合 | 打 席 | 打 数 | 得 点 | 安 打 | 二 塁 打 | 三 塁 打 | 本 塁 打 | 塁 打 | 打 点 | 盗 塁 | 盗 塁 死 | 犠 打 | 犠 飛 | 四 球 | 敬 遠 | 死 球 | 三 振 | 併 殺 打 | 打 率 | 出 塁 率 | 長 打 率 | O P S |
| -------- | -------- | ----- | ----- | ----- | ----- | ----- | -------- | -------- | -------- | ----- | ----- | ----- | -------- | ----- | ----- | ----- | ----- | ----- | ----- | -------- | ----- | -------- | -------- | ----- |
| 2020     | ARI      | 9     | 33    | 27    | 5     | 6     | 0        | 0        | 2        | 12    | 5     | 0     | 0        | 0     | 0     | 5     | 0     | 1     | 12    | 0        | .222  | .364     | .444     | .808  |
| 2021     | ARI      | 23    | 51    | 42    | 3     | 5     | 0        | 0        | 1        | 8     | 8     | 0     | 0        | 0     | 1     | 5     | 0     | 3     | 21    | 0        | .119  | .255     | .190     | .445  |
| MLB：2年 | MLB：2年 | 32    | 84    | 69    | 8     | 11    | 0        | 0        | 3        | 20    | 13    | 0     | 0        | 0     | 1     | 10    | 0     | 4     | 33    | 0        | .159  | .298     | .290     | .588  |

- 2021年度シーズン終了時

### 年度別守備成績
| 年 度 | 球 団 | 三塁（3B） | 三塁（3B） | 三塁（3B） | 三塁（3B） | 三塁（3B） | 三塁（3B） |
| 年 度 | 球 団 | 試 合      | 刺 殺      | 補 殺      | 失 策      | 併 殺      | 守 備 率   |
| ----- | ----- | ---------- | ---------- | ---------- | ---------- | ---------- | ---------- |
| 2020  | ARI   | 7          | 6          | 13         | 2          | 4          | .905       |
| MLB   | MLB   | 7          | 6          | 13         | 2          | 4          | .905       |

- 2020年度シーズン終了時

### 背番号
- 27（2020年 - 2021年）